# يوكي أوكوبو
يوكي أوكوبو (باليابانية: 大久保 裕樹) (مواليد 17 أبريل 1984)، هو لاعب كرة قدم ياباني سابق كان يلعب كمدافع.

## وصلات خارجية
- يوكي أوكوبو على موقع رابطة كرة القدم اليابانية للمحترفين (اليابانية)
- يوكي أوكوبو على موقع قاعدة بيانات كرة القدم.إي يو (الإنجليزية)
- يوكي أوكوبو على موقع Soccerway.com (الإنجليزية)
- يوكي أوكوبو على موقع عالم كرة القدم.نت (الإنجليزية)